# Hiroshi Negishi
Hiroshi Negishi (en japonés ネギシ ヒロシ; 20 de junio de 1960) es un director de anime que empezó en Toei Animation, luego se unió a  Tatsunoko Production y Anime International Company y más tarde se convirtió en uno de los fundadores del estudio anime Zero-G Room en 1991, y Radix Ace Entertainment en 1995. Ambos estudios fusionarían operaciones en 2001. En 2011, él fundó el estudio anime Zero-G. Es también el CEO de Saber Project.

## Filmografía
- Ladius (1987)
- Sonic Soldier Borgman (1988)
- Sonic Soldier Borgman: Last Battle (1989)
- Knights of Ramune & 40 (1990)
- Judge (1991)
- Tekkaman Blade (1992)
- K.O. Beast (1992)
- Suikoden Demon Century (1993)
- Bounty Dog (1994)
- Tenchi Muyo! (1995)
- Burn-Up W (1996)
- Shadow Skill 2 (1996)
- Tenchi Muyou! in Love (1996)
- Knights of Ramune & 40 Fire (1996)
- Master of Mosquiton (1996)
- Saber Marionette J (1996)
- Master of Mosquiton 99 (1997)
- Tenchi Muyo Movie 3: Tenchi Forever (1999)
- Amazing Nurse Nanako (1999)
- Baby Felix (2000)
- Dennō Bōkenki Webdiver (2001)
- Shiawase Sou No Okojo-san (2001)
- Divergence Eve (2003)
- Vie Durant (2003)
- Divergence Eve: Misaki Chronicles (2004)
- Wind: A Breath of Heart (2004)
- Akahori Gedō Hora Rabuge (2005)
- Cream Lemon Generación Nueva (2006)
- Bakegyamon (2006)
- Paboo & Mojies (2012)
- Ai Tenchi Muyo! (2014)
- Jewelpet Attack Travel!